# Little Africa (Manhattan)

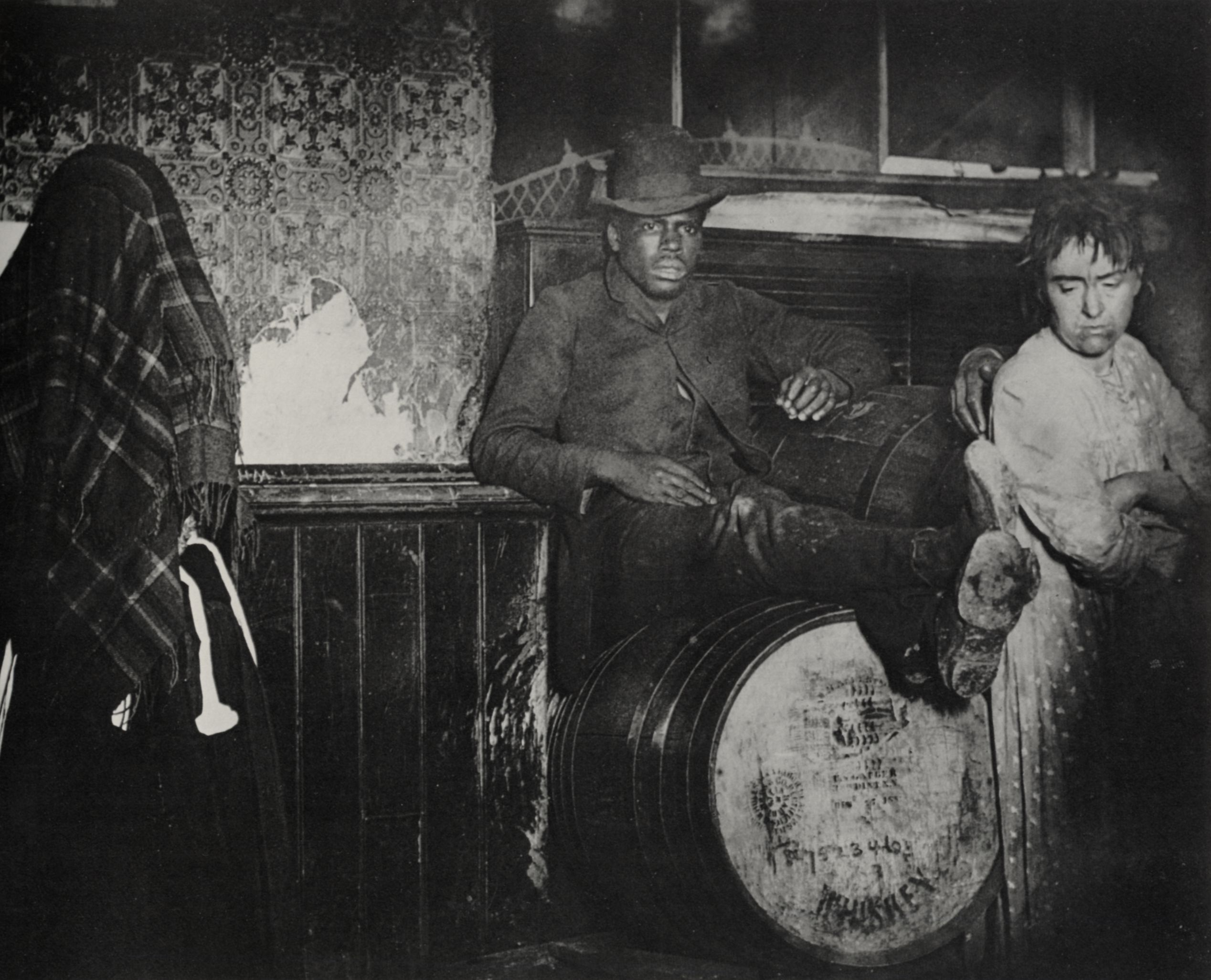
Black and Tan saloon Little Africa-ban, Jacob Riis How the Other Half Lives című szociográf fotóalbumából.

Little Africa egykori afroamerikai közösség volt New York-ban, Greenwich Village-ben a 19. század közepétől a 20. század fordulójáig. Ebben az időben Manhattan domináns afroamerikai központjának számított, még mielőtt a négerek északabbra költöztek volna Manhattan más, szintén afroamerikai negyedeibe, mint például San Juan Hill, ill. a Harlem. Központja a jelenlegi Thompson Street, ill. a Minetta Lane/Street/Place volt.
A körzet megszületéséhez az 1834-es, Manhattan egykori nyomornegyedében, a Five Pointsban kitört anti-abolicionista zavargások vezettek. Little Africa demográfiai kontrasztot képezett a falusias, szintén afroamerikaiak lakta, de északabbra fekvő Seneca Villagehez képest, melynek lakosai a kvázi afroamerikai középosztályhoz tartoztak, egészen annak 1857-ben történt felszámolásáig. Little Africa városi közössége az 1863-as New York-i felkelés során súlyos erőszakhullámot élt át, majd az amerikai polgárháború után afroamerikai lakossága a déli felszabadított rabszolgák bevándorlásával tovább  nőtt. 
Valójában már két évszázaddal korábban, a holland gyarmati uralom alatt is, Új-Amszterdamtól északra létezett egy afroamerikai tulajdonban álló farm nagyjából ugyanitt.